# ديريك لي نيكسون
ديريك لي نيكسون (بالإنجليزية: Derek Lee Nixon)‏ هو منتج أفلام وممثل أمريكي، ولد في 13 أبريل 1983 في الولايات المتحدة.

## وصلات خارجية
- ديريك لي نيكسون على موقع IMDb (الإنجليزية)
- ديريك لي نيكسون على موقع ألو سيني (الفرنسية)
- ديريك لي نيكسون على موقع أول موفي (الإنجليزية)
- ديريك لي نيكسون على موقع قاعدة بيانات الأفلام السويدية (السويدية)
- ديريك لي نيكسون على موقع قاعدة بيانات الفيلم (الإنجليزية)
- ديريك لي نيكسون على موقع كينوبويسك (الروسية)